# Oceanário de Lisboa
Het Oceanário de Lisboa (Nederlands: Oceanarium van Lissabon) is een groot aquarium in het oosten van Lissabon, in het Parque das Nações. Het is een van de grootste aquariums van Europa. Het gebouw is ontworpen door de Noord-Amerikaanse architect Peter Chermayeff. Het ligt op een pier in de rivier Taag. Het is gebouwd ter gelegenheid van wereldtentoonstelling Expo '98 in Lissabon.

## Beschrijving
Het Oceanário omvat twee gebouwen. In het eerste gebouw bevinden zich de kassa's, een winkel, een cafetaria en ruimtes voor tijdelijke exposities. Het andere gebouw is het daadwerkelijke oceanarium, dat twee etages omvat en verdeeld is in zes themagebieden.
Het middendeel van het Oceanário bestaat uit een centrale tank, die uitzonderlijk groot is en veel grote vissen bevat. Het representeert Oceano Global en tot de dieren in dit deel behoren diverse soorten haaien en roggen, barracuda's, manta, een zeldzame maanvis en tandbaarzen.
In de vier hoeken van het gebouw wordt aandacht besteed aan andere mariene biotopen. Op de eerste verdieping bevindt de bezoeker zich in elk van de vier themagebieden boven het wateroppervlak en op de begane grond onder het wateroppervlak. De vier themagebieden zijn:
- Atlântico Norte (noordelijke Atlantische Oceaan): onder andere papegaaiduikers, alken, hondshaaien en spinkrabben
- Antártico (Zuidelijke IJszee): onder andere Magelhaenpinguïns en Incasterns
- Pacífico Temperado (noordoostelijke Stille Oceaan): onder andere zeeotters, scholeksters, luipaardhaaien, Pacifische octopussen en zonnebloemsterren
- Índico Tropical (Indische Oceaan): onder andere toerako's, anemoonvissen, moeralen, kwallen en koralen

Op de begane grond bevindt zich tussen Atlântico Norte en Antártico nog een gedeelte met amfibieën.
Het is ook mogelijk een rondleiding te krijgen "achter de schermen". Dit geeft een beter beeld van hoe groot de centrale tank is.

## Fokprogramma's
Het park neemt deel aan meerdere internationale fokprogramma's en coördineert en beheert het ESB-stamboek voor de blauwgespikkelde pijlstaartrog.

## Afbeeldingen

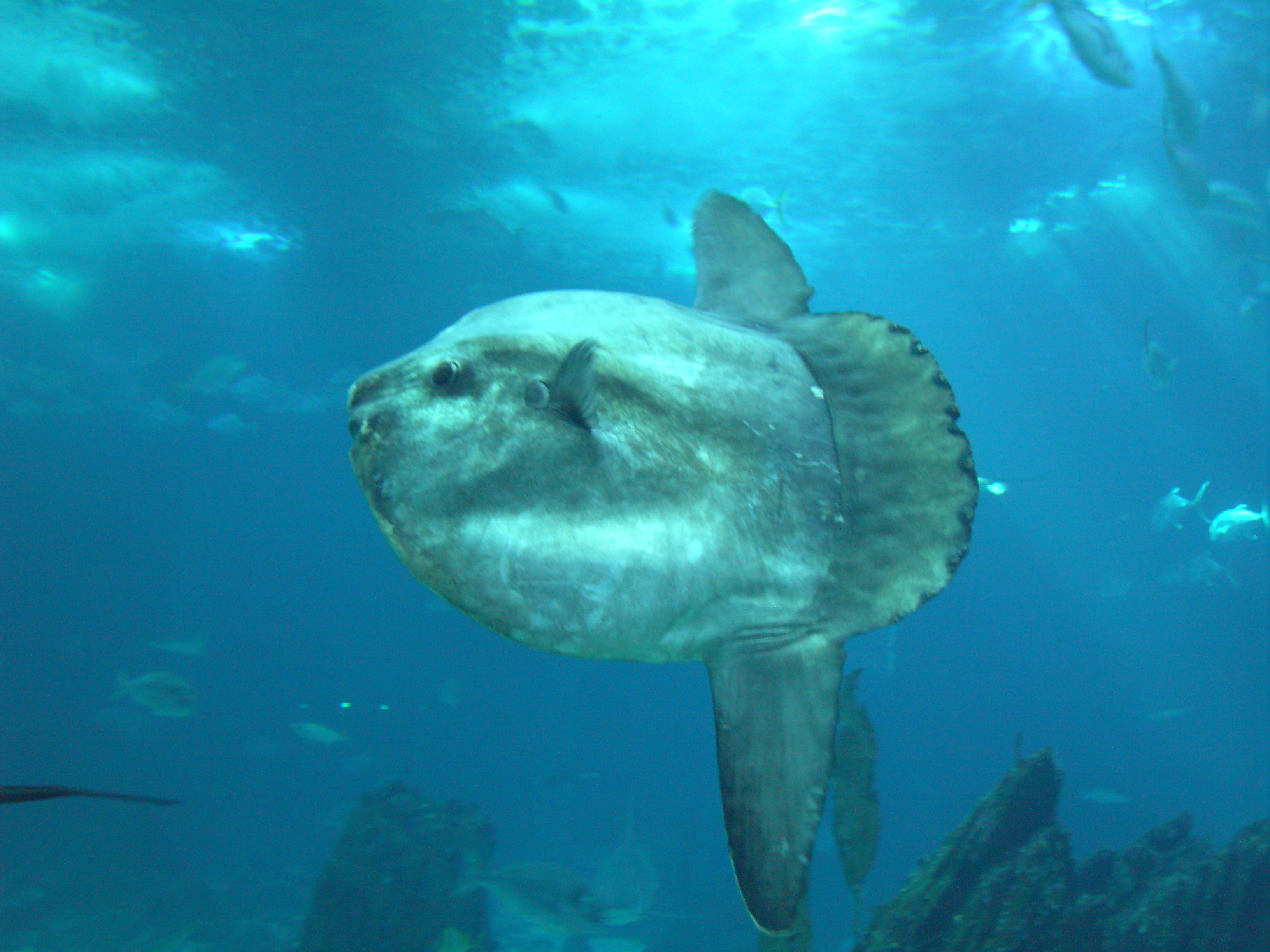
Oceano Global: maanvis
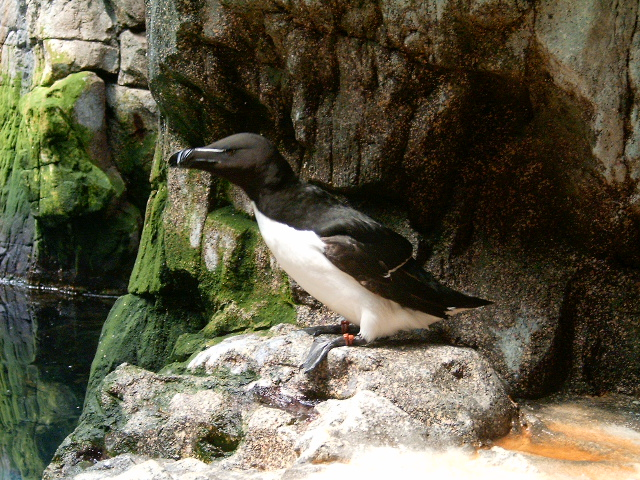
Atlântico Norte: gewone alken
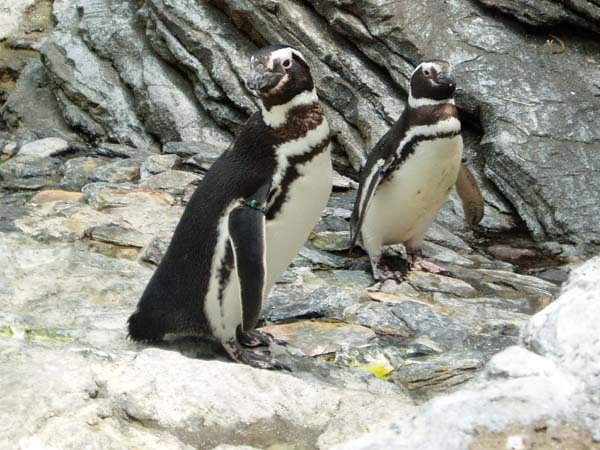
Antártico: Magelhaenpinguïns
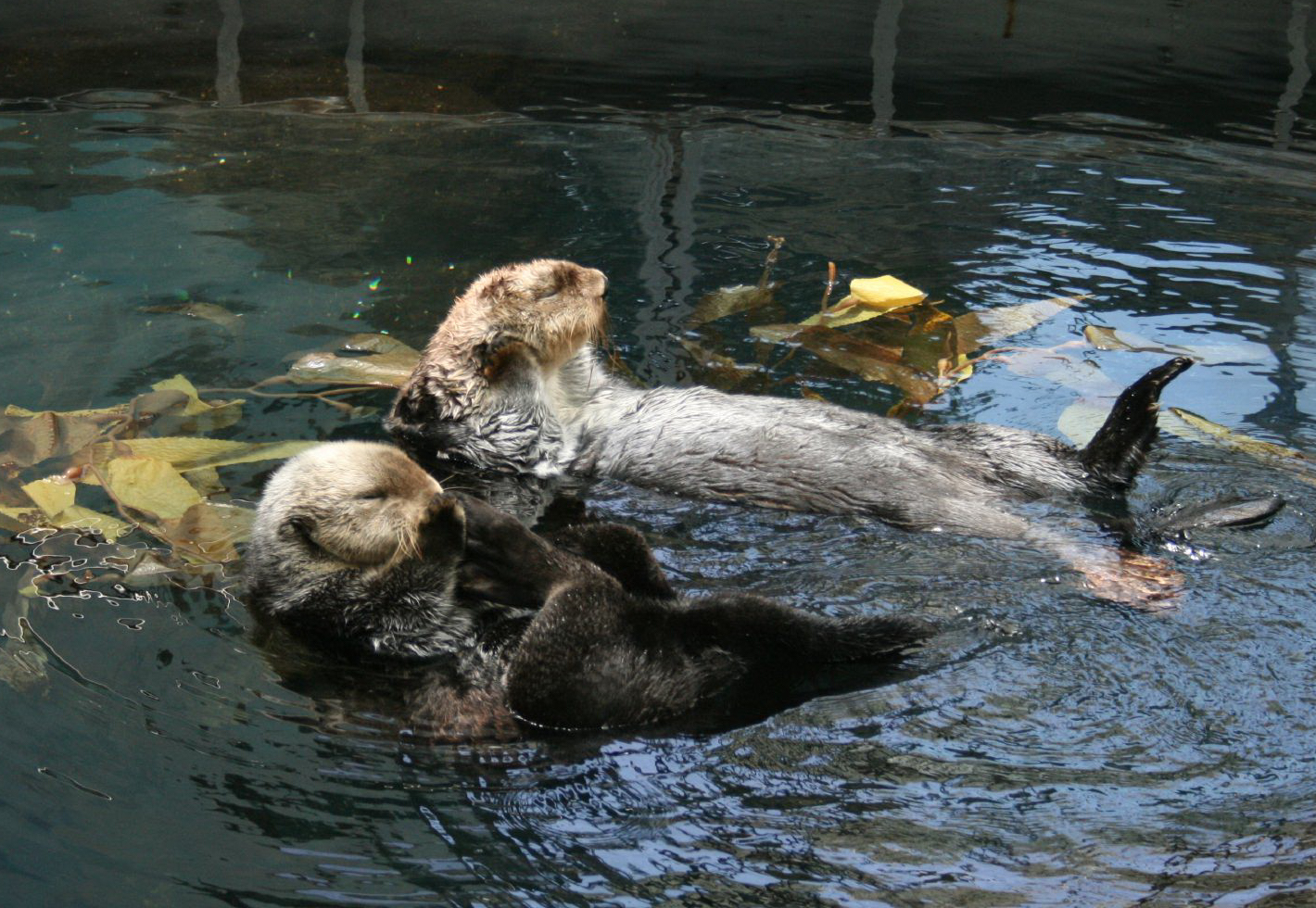
Pacífico: zeeotters
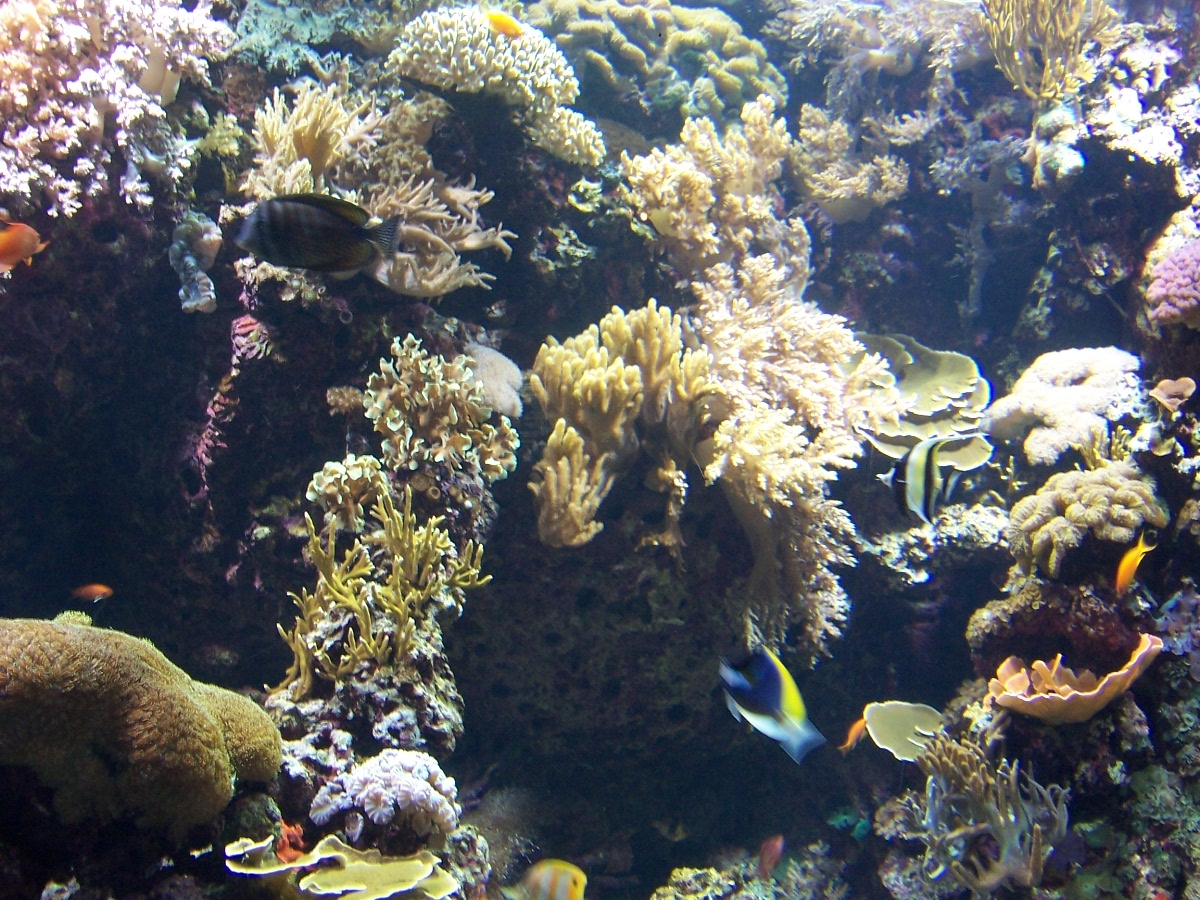
Índico Tropical